# Beethoven - Alla ricerca del tesoro
 Beethoven - Alla ricerca del tesoro (Beethoven's Treasure Tail) è un film del 2014 diretto da Ron Oliver.